# Lewis Bernstein Namier
Lewis Bernstein Namier (Wola Okrzejska, 27 de junio de 1888 — Londres, 19 de agosto de 1960) fue un historiador británico. Nació bajo el nombre de Ludwik Bernstein-Niemirowski, en Wola Okrzejska, en lo que en aquel momento era parte del Imperio Ruso, hoy Polonia.

## Biografía
Su familia pertenecía a la alta burguesía judeo-polaca de mentalidad laica. Su padre, con quien con frecuencia el joven Lewis discutía, idolatraba a los austro-húngaros. Por contraste, Namier a lo largo de su vida detestó a la monarquía dual. Estudió en la Universidad de Lviv en la Galicia austríaca (hoy Ucrania), Lausana y en la London School of Economics. En Lausana, Namier asistió a las clases de Vilfredo Pareto y las ideas de este sobre las élites tendrían una gran influencia en su pensamiento.
Namier emigró a Gran Bretaña en 1906 y adoptó la ciudadanía británica en 1913. Durante la Primera Guerra Mundial, combatió como soldado raso en el 20.º Regimiento de Fusileros Reales en 1914-1915, pero fue dado de baja por su deficiencia visual. A partir de allí escaló posiciones en el Departamento de Propaganda (1915-1917), el Departamento de Información (1917-1918) y finalmente con el Departamento de Inteligencia Política (1918-1920) de la Oficina de Relaciones Exteriores (1918-1920). En la Conferencia de Paz de París de 1919, Namier sirvió como parte de la delegación británica. Su área de responsabilidad fue Polonia con cuyo jefe, el antisemita Roman Dmowski, tuvo enfrentamientos. Namier fue visto, en el ambiente político británico, como uno de los mayor enemigos del recientemente independiente Estado Polaco. 
Durante la guerra polaco-soviética su relación con la delegación polaca fue muy antagónica y su actitud hacia Polonia y los territorios polacos abiertamente hostil. Más tarde, Namier fue acusado de cambiar la propuesta británica -la "Línea Curzon"- para la frontera oriental de Polonia dejando la ciudad de Lviv y la cuenca petrolífera en el lado oriental cuando el Ministerio de Asuntos Exteriores británico envió un telegrama al comisario de Asuntos Exteriores de la Rusia bolchevique, Georgy Vasilyevich Chicherin para su aceptación. La versión anterior de la línea de Curzon que había sido debatida en la Conferencia Spa fue renombrada como "Línea de Curzon B".
Luego de dejar el servicio gubernamental, Namier enseñó en el Colegio Balliol (1920-1921) antes de dedicarse a los negocios. Luego Namier, que fue durante mucho tiempo un sionista, trabajó como secretario político para la Agencia Judía en Palestina, de 1929 a 1931. Por un tiempo fue un cercano amigo y socio de Chaim Weizmann, pero luego dejaron de relacionarse cuando Namier se convirtió al anglicanismo para casarse con su segunda esposa.
Namier trabajó como profesor en la Universidad de Mánchester desde 1931 hasta su retiro en 1953, siendo fuertemente ovacionado por sus estudiantes al final de su última lección sobre historia europea. Namier permaneció activo en varios grupos sionistas (en particular, haciendo cabildeo para el gobierno británico para permitir la creación de una fuerza de combate judía en el mandato palestino), y desde 1933 estuvo comprometido en tomar acciones en nombre de los refugiados judíos de Alemania.
Es conocido por su trabajo sobre el Parlamento de Gran Bretaña y su composición en la última parte del siglo XVIII, cuyo estudio muy detallado de los individuos causó una revisión sustancial de las consideraciones basadas en un sistema de partido. Las obras más conocidos de Namier fueron La estructura de la política de la adhesión a George III, Inglaterra en la Edad de la Revolución Americana y su Historia del Parlamento, serie que editó luego en su vida con John Brooke. Namier utilizaba una biografía colectiva de cada miembro del parlamento y de cada par que se sentaba en el parlamento británico a finales del siglo XVIII para demostrar que los intereses locales, no los nacionales, eran los que solían determinar el modo en que votaban los parlamentarios. Namier argumentó muy sólidamente que, lejos de ser grupos fuertemente organizados, tanto los tories como los whigs eran un conjunto de grupos pequeños, cambiantes y fluctuantes, cuyas posturas se modificaban según una base de decisión que contemplaba asunto por asunto. Namier sentía que los métodos prosopográficos eran los mejores para analizar grupos pequeños como la Cámara de los Comunes británica, pero se oponía a la aplicación del método propsográfico a grupos más amplios. Con ocasión de la publicación en 1929 de su libro La estructura de la política de la adhesión a George III causó una revolución historiográfica en el modo de entender el siglo XVIII.
Namier utilizó otros recursos, tales como testamentos y registros de impuestos para revelar los intereses de los parlamentarios. En su tiempo, los métodos de Namier fueron innovadores y muy controvertidos. La obsesión de Namier con recopilar datos tales como la membresía de un parlamentario a determinado club y luego su intento de relacionar ese dato con los patrones de votación, llevó a sus críticos, tales como Herbert Butterfield, a acusarlo de "sacar las ideas de la historia". [cita requerida] Namier era bien conocido por su aversión a los ideales y a las personas que creían en ellos, y no mantuvo en demasiado secreto su creencia de que la mejor forma de gobierno era la de una élite sucia con intereses propios.
Amigo y paciente de Sigmund Freud, Namier fue un pionero de la psicohistoria. También escribió sobre historia europea moderna, en particular sobre historia diplomática y sus últimos libros Europa en decadencia, En la era nazi y Preludio diplomático fueron implacables en su condena del Tercer Reich y de las posturas de transigencia hacia el régimen alemán. En la década de 1930, Namier participó activamente en el movimiento contra el apaciguamiento y, junto con su protegido A. J. P. Taylor, se pronunció en contra del Acuerdo de Múnich en varios mítines celebrados en 1938. A principios de la década de 1950, Namier mantuvo un famoso debate con el exministro francés de Asuntos ExterioresGeorges Bonnet en las páginas del suplemento literario del Times.
La cuestión era si Bonnet, como afirmaba Namier, había desoído una oferta del Ministro de Asuntos Exteriores polaco, el coronel Józef Beck, en mayo de 1938, para que Polonia acudiera en ayuda de Checoslovaquia en caso de ataque alemán. Bonnet negó que tal oferta hubiera existido, lo que lo llevó a Namier a acusar a Bonnet de intentar falsificar los hechos. Namier concluyó el debate en 1953 con las palabras, "La oferta polaca, por lo que valía la pena, fue primero torpedeada por el Bonnet estadista, y luego borrada por el Bonnet historiador".
Los escritos de Namier sobre la historia alemana han sido criticados por estar influidos por la germanofobia. Su odio hacia Alemania era legendario; el propio Namier escribió en 1942, mientras la guerra seguía su curso: "No fue necesario en 1914, ni en 1933, ni en 1939 que me enseñaran la verdad sobre los alemanes. Mucho antes de la última guerra los consideraba una amenaza mortal para Europa y la civilización." Al igual que el trabajo de su amigo John Wheeler-Bennett, la historia diplomática de Namier han sido poco valoradas por los historiadores, dado que Namier se contentaba con condenar la moderación y el apaciguamiento con Alemania sin buscar las razones que lo explicaran.
Contrajo matrimonio dos veces y fue nombrado caballero en 1952. Ese mismo año se le concedió el honor de impartir las Conferencias Romanas y Namier eligió hablar de La Monarquía y el sistema de partidos. Namier sostuvo visiones marcadamente de derecha, y ha sido nombrado como el historiador británico más reaccionario de su generación. [cita requerida] Irónicamente, el principal protegido de Namier era el historiador de izquierda A. J. P. Taylor.

## Obras
- The Structure of Politics at the Accession of George III, 1929
- England in The Age of the American Revolution, 1930
- Skyscrapers and other Essays, 1931. Contains his essays on Austrian Galicia
- In the Margin of History, 1939
- Conflicts: Studies in Contemporary History, 1942
- 1848: The Revolution of the Intellectuals, 1944
- Facing East: essays on Germany, the Balkans and Russia in the twentieth century, 1947
- Diplomatic prelude, 1938–1939, 1948
- Europe in Decay: A Study in Disintegration, 1936–40, 1950
- Avenues of History, 1952
- In the Nazi era, 1952
- Basic Factors in Nineteenth-Century European History, 1953
- Monarchy and the party system: the Romanes Lecture delivered in the Sheldonian Theatre 15 May 1952, 1952
- Personalities and powers, 1955
- Vanished Supremacies; essays on European history, 1812–1918, 1958
- Crossroads of Power: essays on eighteenth-century England, 1962
- The House of Commons, 1754–1790, 1966, 1964, edited by John Brooke & Sir Lewis Namier